# Cheilodactylus variegatus
Chirodactylus variegatus, conocido con los nombres comunes de breca y bilagay, es una especie de pez del género Chirodactylus, familia Cheilodactylidae. Fue descrita científicamente por Valenciennes en 1833.
Se distribuye por el Pacífico Sudeste: desde Paita Perú hasta Talcahuano, Chile. La longitud total (TL) es de 44 centímetros y pesar aproximadamente un kilogramo.
Está clasificada como una especie marina inofensiva para el ser humano.